# 岩渕葵
岩渕 葵（いわぶち あおい）は、福島放送（KFB）のアナウンサー。

## 来歴・人物
宮城県名取市出身。宮城学院女子大学学芸学部音楽科を卒業。
2014年10月、さくらんぼテレビジョンに入社。2017年9月22日にフジテレビ系列で放送された『芸能界特技王決定戦 TEPPEN』でピアノ部門に出場した。
2019年9月にさくらんぼテレビを退社し、翌10月より福島放送にアナウンサーとして移籍した。

## 現在の出演番組
- シェア！（2021年10月～） - MC
- ふくしまスーパーJチャンネル（2019年12月～） - MC[2]
- KFBニュース

## 過去の出演番組
さくらんぼテレビジョン時代
- さくらんぼテレビ Live News（2019年4月1日～9月27日）
- さくらんぼテレビ プライムニュース
- 芸能界特技王決定戦 TEPPEN（2017年9月22日） - ピアノ対決
- さくらんぼテレビ みんなのニュース
- SAYスーパーニュース - 週末版